# Mistrzostwa świata juniorów młodszych w lekkoatletyce
Mistrzostwa świata kadetów w lekkoatletyce – zawody lekkoatletyczne dla sportowców w wieku do 17 lat organizowane pod auspicjami IAAF w interwale dwuletnim od 1999 do 2017 roku. 
Decyzję o organizacji mistrzostw IAAF podjął podczas posiedzenia w Atenach w 1997. W marcu 1998 podczas rozegranych w Marrakeszu mistrzostw świata w biegach na przełaj podjęto decyzję o przyznaniu organizacji pierwszej edycji czempionatu Bydgoszczy.

## Edycje

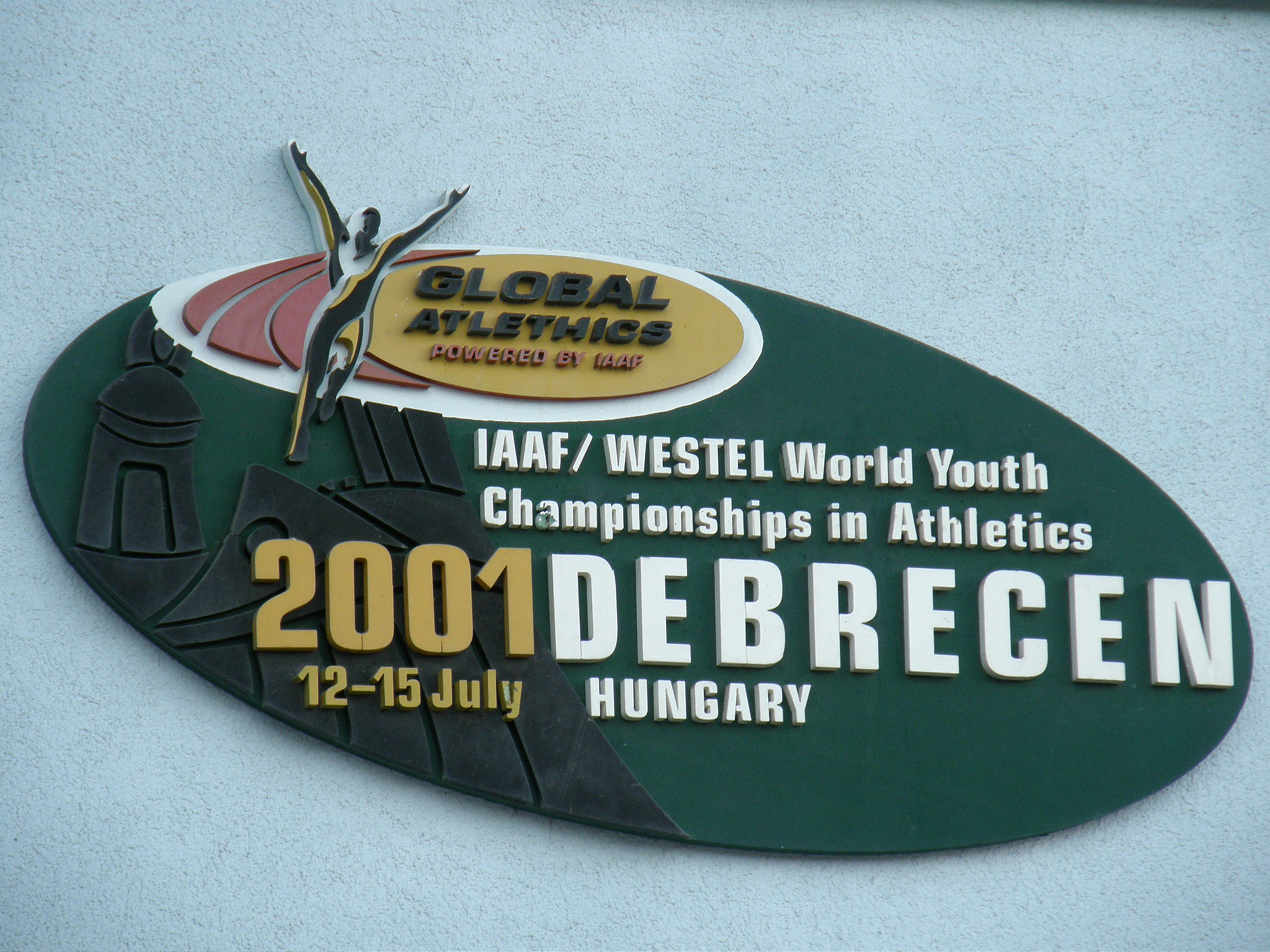
Logo mistrzostw na ścianie stadionu w Debreczynie

| Edycja | Gospodarz  | Data        | Stadion                             | Źródło               |
| ------ | ---------- | ----------- | ----------------------------------- | -------------------- |
| 1999   | Bydgoszcz  | 16–18 lipca | Stadion im. Zdzisława Krzyszkowiaka | [ 1 ]                |
| 2001   | Debreczyn  | 12–15 lipca | Gyulai István Atlétikai Stadion     | [ 2 ]                |
| 2003   | Sherbrooke | 9–13 lipca  | Stade de l'Université de Sherbrooke | [ 3 ]                |
| 2005   | Marrakesz  | 13–17 lipca | Stade Sidi Youssef Ben Ali          | [ 4 ]                |
| 2007   | Ostrawa    | 11–15 lipca | Stadion SSK Vítkovice               | [ 5 ]                |
| 2009   | Bressanone | 8–12 lipca  | Raiffeisen Arena di Bressanone      | [ 6 ]                |
| 2011   | Lille      | 6–10 lipca  | Stadium Nord Lille Métropole        | [ 7 ]                |
| 2013   | Donieck    | 10–14 lipca | Stadion Olimpijski w Doniecku       | [ 8 ] [ 9 ] [ 10 ]   |
| 2015   | Cali       | 15–19 lipca | Estadio Olímpico Pascual Guerrero   | [ 11 ] [ 12 ] [ 13 ] |
| 2017   | Nairobi    | 12–16 lipca | Moi International Sports Centre     | [ 14 ]               |